# タリム
タリム (Trym、本名：カイ・ヨニー・モサケル (Kai Johnny Mosaker)、1974年 - )は、ノルウェーのヘヴィメタルミュージシャン。Trym Torsonとも表記され、タリム・トルソンもしくはタリム・トーソンと書かれる場合もある。主に、エンペラーやザイクロンの活動で著名。タリムのドラミングは、ジャズから大きな影響を受けており、タリムは、ダブル・ベース・ドラムによるブラストビートを絡めた高速なドラミングで知られている。また、タトゥー・アーティストとしても活動している。

## 略歴・人物
タリムがバンド活動を始めたのは、ノルウェーのブラックメタル/ヴァイキングメタルバンド、エンスレイヴドである。1991年から参加し、デモテープやEPなどと共に、1994年にリリースした1stアルバム『Vikingligr Veldi』と2ndアルバム『Frost』に参加した。1995年にエンスレイヴドを脱退し、メンバーのほとんどが投獄され、活動休止に陥っていたエンペラーに加入。加入後、EP『Reverence』以降の作品に参加した。また1998年には、エンペラーのギタリスト、サモスと共にザイクロンを結成し、エンペラー解散後はこちらをメインで活動していた。ザイクロンは2010年をもって解散した。
この他に、Paganizeというクラシックメタルバンドでも活動していたが、こちらは現在の活動状況は不明である。
2007年には、他のエンペラーのメンバーと共にカートゥーンのアダルトスイムのアニメ「Metalocalypse」のエピソード『Dethfashion』において、キャラクターに声を吹き込んでいる。
タリムは、エジプト人アーティストのナデル・サデックのシークレット・プロジェクトに参加し、スティーヴ・タッカーの書いた楽曲のドラムスを担当した。また、タリムはアビゲイル・ウィリアムズの1stアルバム『In the Shadow of a Thousand Suns』にセッション参加し、ほとんどのドラムパートを担当した。
タリムは、近年、プロデューサー及び俳優として映画制作を行っている。2012年4月には、フィーチャー映画を扱うプロダクションを長年の友人であるStacy Paul Rugelyと共に始め、映画製作者およびミュージシャンとしての地位を確立した。
エンペラーは2014年に再々結成することが決定したが、タリムは参加せず、タリムの前任であったファウストが参加することとなった。

## 参加バンド
- Emperor
- Enslaved
- Imperium
- Satyricon - live session (2004)
- Shadow Season
- Paganize
- Ceremony
- Zyklon
- Abigail Williams - アルバムセッション